# Marijn van den Berg
Marijn van den Berg   (De Meern, 19 de juliol de 1999) és un ciclista neerlandès, professional des del 2018. Actualment corre a l'equip EF Education-EasyPost. El seu germà Lars també és ciclista professional.
En el seu palmarès destaca una victòria d'etapa a la Volta a Catalunya de 2024.

## Palmarès
- 2018
  - Vencedor d'una etapa a l'Olympia's Tour
- 2019
  - 1r a la Carpathian Couriers Race i vencedor d'una etapa
- 2021
  - 1r al Gran Premi Adria Mobil
  - 1r a l'Orlen Nations Grand Prix i vencedor de 2 etapes
  - Vencedor d'una etapa de l'Alps Isera Tour
  - Vencedor de 2 etapes al Tour de l'Avenir
- 2023
  - 1r al Trofeu Ses Salines-Alcúdia
  - Vencedor d'una etapa a la Ruta d'Occitània
  - Vencedor d'una etapa a la Volta a Polònia
- 2024
  - 1r a la Région Pays de la Loire Tour i vencedor de 2 etapes
  - Vencedor d'una etapa a la Volta a Catalunya
- 2025
  - 1r al Trofeu Ses Salines-Alcúdia
  - Vencedor d'una etapa a la Ruta d'Occitània

### Resultats al Tour de França
- 2024. 109è de la classificació general
- 2025. No surt a la 10a etapa

### Resultats a la Volta a Espanya
- 2023. 126è de la classificació general